# Opel Kadett
O Kadett é um automóvel compacto da Opel. Foi fabricado por várias gerações e em várias fábricas no mundo, sendo que a geração "C" foi irmã do Chevrolet Chevette  brasileiro (inclusive na versão quatro portas, Hatch, perua e pick-up, sendo que as últimas tinham nomes de Marajó e Chevy 500). A geração "E", foi vendida no Brasil como Chevrolet Kadett (também produzido na versão perua, chamada Chevrolet Ipanema). 
Em 1991, trocou de nome: Opel Astra. Como Astra já era o nome utilizado para o veículo no Reino Unido desde 1980, vendido sob a marca Vauxhall, a General Motors decidiu unificar os nomes a partir da Geração F.  
Na Inglaterra, sob nome Vauxhall, em 1976 foi criado um dos primeiros hot hatches do mundo, o Vauxhall Chevette HS, que utilizava um motor Vauxhall de 2.3 litros de 135cv. Tanto ele como o Sunbeam Talbot foram um dos primeiros hot hatches do mundo.
Lembrando: A geração C se iniciou com o "Projeto 909", da Opel. Este projeto, porém, foi alterado para usar a plataforma T da Chevrolet americana, dando início ao primeiro automóvel mundial da General Motors. O projeto contou com a liderança direta da General Motors, com suas subsidiárias alemã (Opel), britânica (Vauxhall), australiana (Holden) e brasileira (General Motors do Brasil) trabalhando de forma conjunta, permitindo que todos os principais centros de desenvolvimento da GM trabalhassem juntos pela primeira vez.

## Galeria
- Kadett A (1962-1965)
- Kadett B (1965-1973)
- Kadett C (1973-1979)
- Kadett D (1979-1984)
- Kadett E (1984-1995)